# Sciotoville Bridge
Die Sciotoville Bridge ist eine zweigleisige Eisenbahnbrücke, die auf der von Columbus (Ohio) über Waverley nach Süden führenden Strecke bei Sciotoville, Portsmouth, Ohio den Ohio River nach Kentucky überquert. Sie wird von der CSX Transportation benutzt, der sie auch gehört.
Sie wurde zwischen 1914 und 1917 von der McClintic-Marshall Company für die Chesapeake and Ohio Northern Railway gebaut, einer Tochtergesellschaft der damaligen Chesapeake and Ohio Railway. Sie wurde von Gustav Lindenthal geplant, der bei den Berechnungen des Tragwerks von seinem Assistenten David B. Steinman und seinem principal assistant engineer Othmar Ammann unterstützt wurde. Die Brücke war ausgelegt, um zwei Kohlenzüge mit 380 Tonnen schweren Lokomotiven zu tragen.
Die Brücke besteht aus zwei durchgehenden, 472 m (1550 ft) langen Stahl-Fachwerkträgern, die mit schweren Querstreben verbunden und auf einem Pfeiler in der Mitte des Stroms sowie auf den Pfeilern am Ufer gelagert sind. Bei ihrer Eröffnung war dies die längste, durchgehende Fachwerkkonstruktion der Welt. Infolge des Mittelpfeilers hat die Brücke zwei Öffnungen mit Pfeilerachsabständen von je 236 m  (775 ft). Ihre gesamte Länge einschließlich der Rampenbrücken beträgt 1140 m (3739 ft). An ihrem höchsten Punkt in der Strommitte hat das Fachwerk der Brücke eine Höhe von fast 40 m. Sie hat eine lichte Höhe von 12,2 m über Hochwasser und 32,5 m über Niedrigwasser.